# Adolf Schmal
Felix Adolf Schmal (Dortmund, 18 settembre 1872 – Salisburgo, 28 agosto 1919) è stato un pistard e schermidore austriaco, campione olimpico nella 12 ore su pista nel 1896.

## Carriera
Partecipò alle gare di ciclismo su pista ai Giochi della I Olimpiade di Atene, in quattro discipline: 12 ore, 10 kilometri, cronometro e 100 kilometri.
Vinse la medaglia d'oro nella 12 ore, in cui coprì 314,997 chilometri appena in tempo a distanziare di una pista l'unico altro a terminare la gara, l'inglese Frederick Keeping che percorse in totale 314,664 km. Conquistò poi due bronzi nei 10 kilometri e nella cronometro. In quest'ultima terminò inizialmente alla pari con Stamatīs Nikolopoulos, entrambi secondi a 26 secondi. Nello spareggio Schmal perse di 1"2, terminando in 26"6. 
Nella 100 chilometri fu uno dei sette ciclisti che non terminarono la gara.
Partecipò anche alla prova di sciabola in cui si classificò quarto, battendo Georgios Iatridis, mentre perse contro Iōannīs Geōrgiadīs, Tīlemachos Karakalos e Holger Nielsen. Stava guidando la competizione con due vittorie, ma l'arrivo della famiglia reale greca lo costrinse a ricominciare le gare cosicché re Giorgio I potesse assistere all'intero torneo, perse contro i suoi avversari e non vinse alcuna medaglia.
Suo figlio, Adolf Schmal Junior, partecipò ai Giochi della V Olimpiade di Stoccolma alla gara di tiro.

## Palmarès
- 1896

Giochi della I Olimpiade, 12 ore (Atene)

## Piazzamenti

### Competizioni mondiali
- Giochi olimpici

Atene 1896 - 10.000 metri: 3º
Atene 1896 - 100 km: ritirato
Atene 1896 - 12 ore: vincitore
Atene 1896 - Cronometro: 3º
Atene 1896 - Sciabola: 4º